# Sint-Joris en de draak (Uccello)
Sint-Joris en de draak (Frans: Saint Georges terrassant le dragon) is een schilderij van Paolo Uccello uit de vijftiende eeuw. Het werk maakt deel uit van de collectie van het Musée Jacquemart-André in Parijs en wordt gezien als een van de waardevolste Italiaanse werken van het museum.

## Voorstelling
Het schilderij geeft een dramatisch moment weer uit de populaire legende van de heilige Joris, waarin hij een draak doodt om een prinses te redden die als offer was bestemd. Deze mythe, die oorspronkelijk uit het Oosten komt, werd in de christelijke iconografie een symbool voor de overwinning van het geloof op het heidendom. Uccello combineert traditionele elementen met een vooruitstrevende benadering van de ruimte. De prinses is afgebeeld met een klassiek profiel, de draak kronkelt als een gotisch embleem en ook de heilige Joris is op conventionele wijze weergegeven.
Het schilderij valt op door Uccello's innovatieve gebruik van perspectief. Een massieve rotsformatie domineert het midden van de compositie en deelt het landschap optisch in tweeën. Elk deel van het landschap heeft verschillende verdwijnpunten. Deze dualiteit tussen de traditionele weergave van de figuren en de moderne, geometrische structuur van het landschap is kenmerkend voor Uccello's artistieke visie.
Aan de rechterkant van het schilderij voert Sint-Joris, in zijn herkenbare rode kleding met kruissymbool, een aanval uit op de draak. De strijd ontvouwt zich voor een grot, uitgehouwen in de rots. Aan de linkerkant staat de prinses, met op de achtergrond een gedetailleerd landschap dat met een duidelijk perspectief naar de muren van een verre stad leidt. Voor de stadspoort zijn drie figuren te onderscheiden. De rots zelf is geschilderd met een ruwe textuur die doet denken aan toneeldecors, wat de theatrale aard van het tafereel benadrukt.

## Herkomst
De datering van Sint-Joris en de draak is onzeker. Het museum houdt een vroege ontstaansperiode aan (1430-40), maar latere dateringen zijn ook voorgesteld. Zo zou het werk in 1465 door de Florentijnse koopman Lorenzo di Matteo Morelli besteld kunnen zijn. Ook de functie van het schilderij is niet meer met zekerheid vast te stellen. Het zou als versiering voor een bed of huwelijkskist gediend kunnen hebben, hoewel het tafereel weinig geschikt lijkt voor een slaapkamer. Het paneel zou ook een publieke functie gehad kunnen hebben, bijvoorbeeld tijdens de festiviteiten op de naamdag van de heilige in Florence. In de National Gallery in Londen bevindt zich een vergelijkbaar werk.
Nélie Jacquemart ontdekte het schilderij in het Florentijnse paleis van de kunsthandelaar Bardini, met wie ze veel zaken deed. Ze kon het pas verwerven toen het in 1899 in Londen geveild werd. Na haar overlijden 1912 kwam de collectie die ze met haar echtgenoot Édouard André bijeen had gebracht in bezit van het Institut de France. Het paneel wordt bewaard in hun voormalige herenhuis, het huidige Musée Jacquemart-André.

## Afbeeldingen

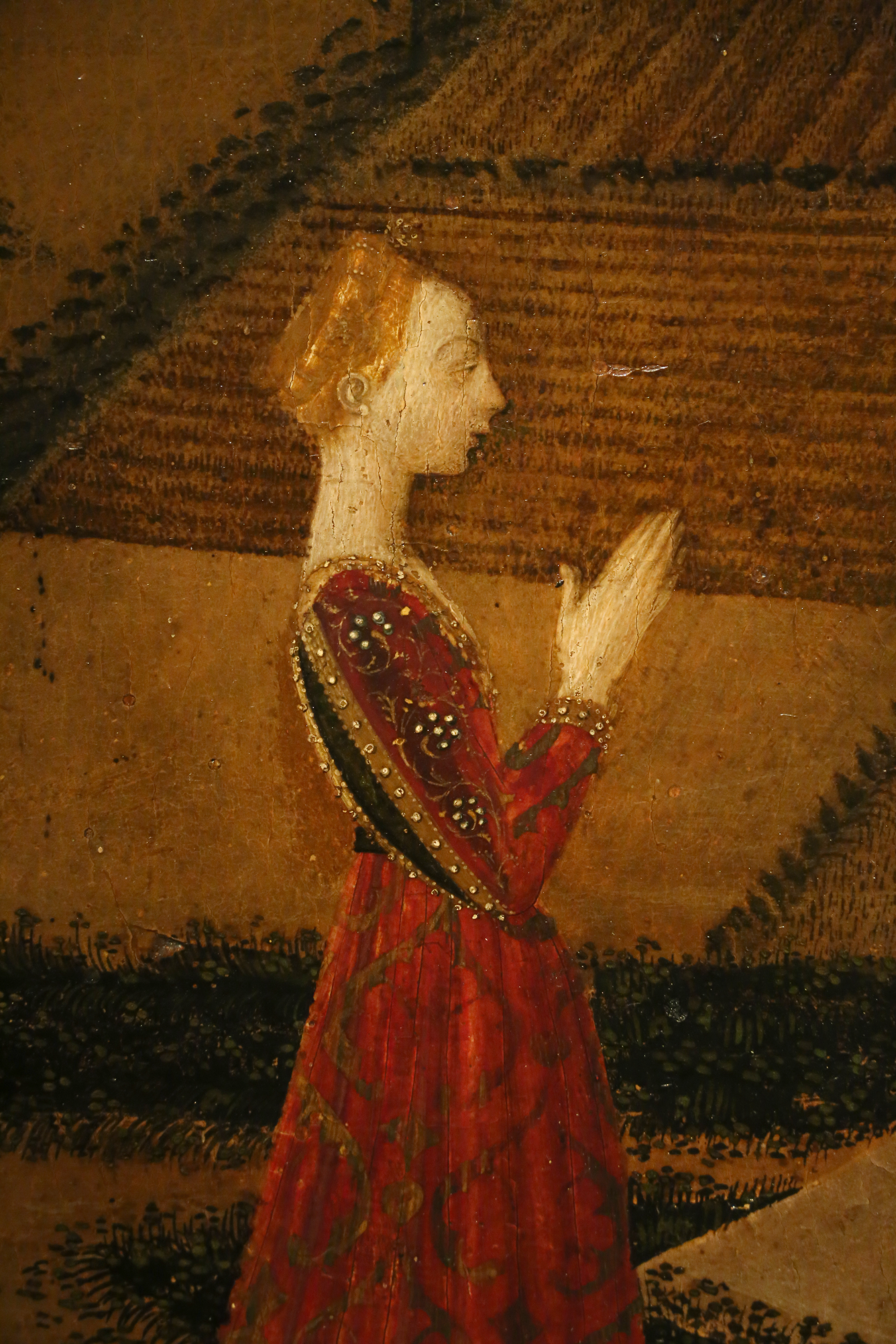
Detail
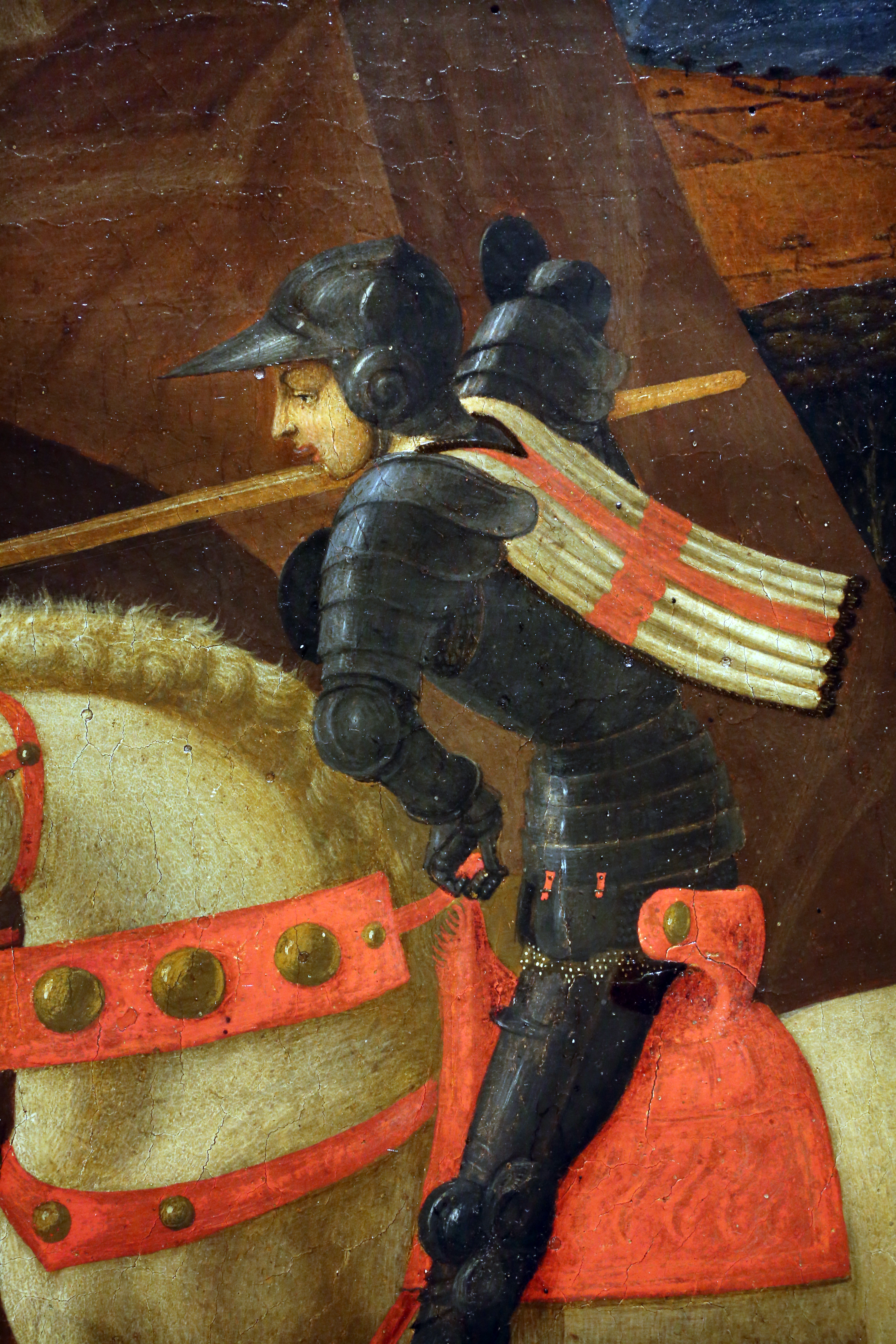
Detail
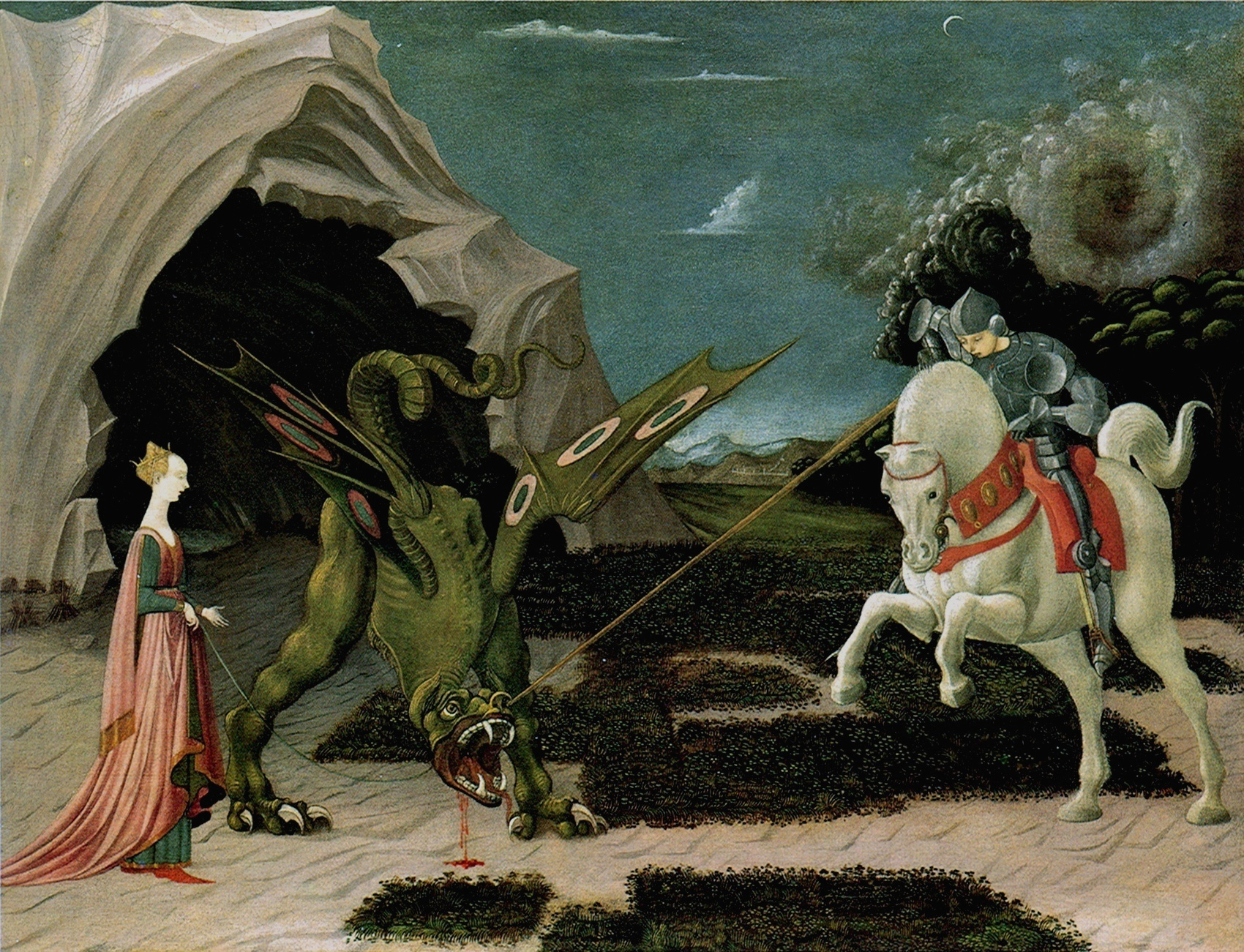
Versie in de National Gallery